# منتخب أفغانستان لكرة الطائرة للرجال
منتخب أفغانستان لكرة الطائرة للرجال هو ممثل أفغانستان الرسمي في المنافسات الدولية في كرة طائرة في فئة كرة الطائرة للرجال.